# Billy Jones (zanger, 1945)
Billy Jones (20 november 1945 – 10 juni 1982) was een Amerikaanse soulzanger.

## Biografie
Billy Jones had zijn grootste succes als soloartiest tijdens de jaren 1970 in Nederland. Hij was oorspronkelijk zanger bij Oscar Harris' Twinkle Stars. De band werd later hernoemd naar Thunderstorm.